# Manuel García Prieto

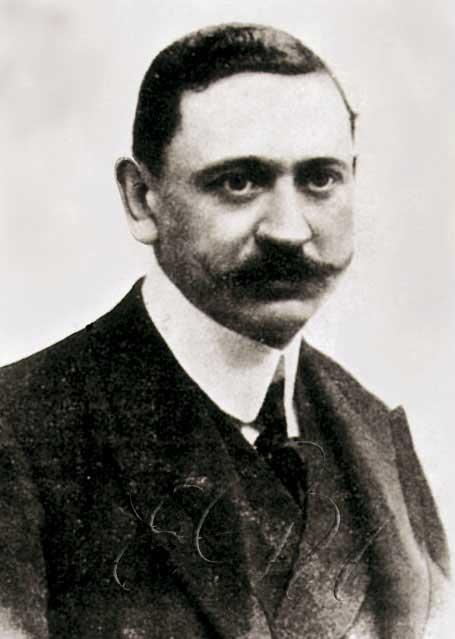

Manuel García Prieto, markis av Alhucemas, född 5 november 1859, död 15 september 1938, var en spansk politiker.
Som svärson till den liberale partigängaren Eugenio Montero Ríos kom García Prieto tidigt in i deputeradekammaren, där han småningom blev ledare för en grupp liberala dissidenter, den så kallade demokratiska gruppen. Han var inrikes- och justitieminister 1905-06, jordbruks-, handels- och industriminister samma år, samt utrikesminister 1910-13, då han bland annat reglerade Spaniens intressen i Marocko. García Prieto var därefter regeringschef 4 gånger, april-juni 1917, 1917-1918 (inrikesminister mars-november 1918), november-december 1918 och 1922-23, då han störtades genom Miguel Primo de Riveras statskupp.

## Utmärkelser
- Kommendör med stora korset med kedja av Nordstjärneorden, 1910.[1]